# Bambu-chinês
Fazer merge com Mossô
O bambu-chinês (Bambusa mitis rebatizado de Phyllostachys edulis) é uma planta da família das gramíneas, nativa do Oriente - Sul da China.
A autoridade científica da espécie é (Lour.) Steud., sendo que o The Plant List aponta 2 sinónimos. O nome aceito para a espécie é Bambusa vulgaris Schrad. in J.C.Wendland.

## Descrição
Possui colmos verde-escuros e folhas compridas e largas, verde-claras.

## Utilidade
Fornece material pouco resistente utilizado em marcenaria e cestaria, porém é excelente para lenharia.Os brotos do Bambu Chines, são comestíveis.

## Variações do nome
'bambu-bengala e bambu-verde.

## Crescimento
Depois de plantada a semente deste incrível arbusto, não se vê nada por aproximadamente cinco anos, exceto um lento desabrochar de um diminuto broto a partir do bulbo.
Durante cinco anos, todo o crescimento é subterrâneo, invisível a olho nu, mas… uma maciça e fibrosa estrutura de raiz que se estende vertical e horizontalmente pela terra está sendo construída. Então, no final do 5º ano, o bambu chinês cresce até atingir a altura de 25 metros.
Ao contrário das árvores, todos os bambus têm potencial para crescer a altura total e perímetro em uma única estação de crescimento de 3-4 meses. Durante esta primeira temporada, a moita de rebentos crescem na vertical, sem ramificação. No ano seguinte, a parede polposa de cada colmo ou haste lentamente se seca e endurece. O colmo começa a brotar galhos e folhas de cada nó. Durante o terceiro ano, o colmo endurece ainda mais. O gomo é agora considerado um colmo totalmente maduro. Durante os próximos 2-5 anos (dependendo da espécie), fungos e mofos começam a se formar na parte externa do colmo, que eventualmente penetra e domina o colmo. Cerca de 5-8 anos mais tarde (dependendo do clima e das espécies), o crescimento de fungos e mofo causam o colapso do colmo e a sua decadência. Esta breve vida significa que os colmos estão prontos para a colheita e adequam-se para uso em construção dentro 3-7 anos.

## Medições
- Máxima altura do culmo - 20 metros
- Máximo diâmetro - 20 centímetros
- Luz - muito sol
- Temperatura - entre -4 e 25 C
- Rizoma paquimorfo - cresce em moitas